# Эс-Сафсафа (Иордания)
Эс-Сафсафа (араб. الصفصافة‎) — деревня на северо-западе Иордании, расположенная на территории мухафазы Аджлун. Входит в состав района Аджлун.

## Географическое положение
Деревня находится в юго-восточной части мухафазы, в гористой местности, к востоку от реки Иордан, к северу от реки Эз-Зарка, на расстоянии приблизительно 22 километров (по прямой) к северо-западу от столицы страны Аммана. Абсолютная высота — 917 метров над уровнем моря.

## Население
По данным официальной переписи 2015 года численность население составляла 481 человек (237 мужчин и 244 женщины). В деревне насчитывалось 87 домохозяйств.
Динамика численности населения Эс-Сафсафы по годам:
| 1994 | 2015 |
| ---- | ---- |
| 231  | 481  |